# Debbie Klijn
Debbie Klijn (* 29. Dezember 1975 in Amsterdam) ist eine niederländische Handballtrainerin und ehemalige Handballspielerin.

## Vereinskarriere
Debbie Klijn wechselte 1999 vom niederländischen Verein Swift Roermond zum Bundesligisten Bayer 04 Leverkusen, mit dem sie 2002 den DHB-Pokal gewann. 2004 wechselte die Torhüterin zum Ligarivalen Frankfurter Handball Club, für den sie zwei Jahre aktiv war. Anschließend wechselte sie zum dänischen Erstligisten Team Tvis Holstebro, den sie jedoch schon kurz nach Saisonanfang verließ, um den verletzungsgeplagten Buxtehuder SV zu verstärken. Nach der Saison 2010/11 beendete sie ihre Karriere. Im März 2012 kehrte Klijn nochmals für ein DHB-Pokalspiel ins Tor vom BSV zurück.

## Nationalmannschaftskarriere
Sie bestritt 112 Länderspiele für die niederländische Nationalmannschaft. Mit der niederländischen Auswahl belegte sie den fünften Platz bei der Weltmeisterschaft 2005 in Russland.

## Trainerin
Seit Februar 2012 ist Klijn als Torwarttrainerin beim Buxtehuder SV tätig. Später war sie beim Oberligisten VfL Stade als Torwarttrainerin tätig. Weiterhin fungierte Klijn als Assistenztrainerin sowie Torwarttrainerin der niederländischen Nationalmannschaft. Ab Januar 2018 leitete sie das Torwarttraining der deutschen Frauen-Nationalmannschaft. Während den Olympischen Spielen in Tokio betreute sie nochmals die Torhüterinnen der niederländischen Auswahl.

## Erfolge
- 7 × Niederländischer Meister
- 6 × Niederländischer Pokalsieger
- 1 × Deutscher Pokalsieger
- 5. Platz bei der Weltmeisterschaft 2005 in Russland
- Deutscher Vize-Pokalsieger 2007
- EHF Challenge Cup 2010